# Save-A-Lot

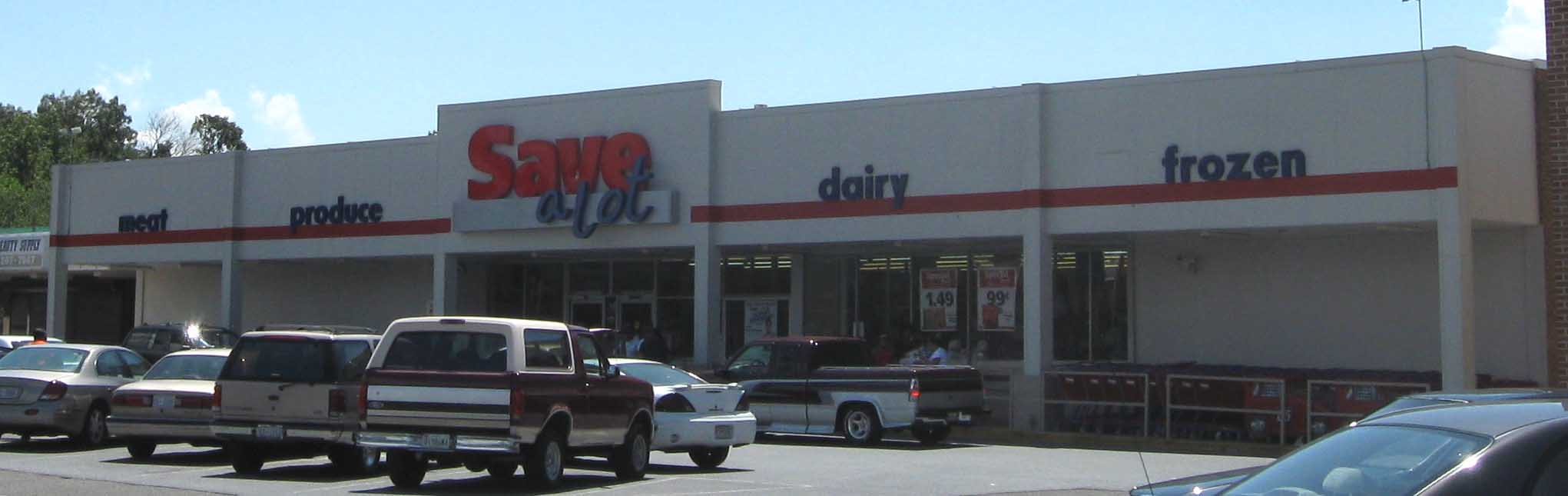
Magasin Save-A-Lot à Oxon Hill dans le Maryland.

Save-A-Lot est une chaîne américaine de supermarchés discount basée à Earth City (en) dans le Missouri, près de Saint-Louis aux États-Unis.
Filiale d'Onex Corporation depuis 2016, elle comprend plus de 1 300 magasins aux États-Unis et réalise un chiffre d'affaires annuel de plus de quatre milliards de dollars.